# Platygaster foutsi
Platygaster foutsi är en stekelart som beskrevs av Lars Huggert 1973. Platygaster foutsi ingår i släktet Platygaster och familjen gallmyggesteklar. Inga underarter finns listade i Catalogue of Life.